# Mikio Oda
Mikio Oda (jap. 織田幹雄 Oda Mikio; ur. 30 marca 1905 w Kaita, zm. 2 grudnia 1998 w Kamakurze) – japoński lekkoatleta, trójskoczek, pierwszy złoty medalista olimpijski Japonii i Azji (w konkurencjach indywidualnych).
Oda oprócz udziału w zawodach trójskoku uczestniczył także w konkursach skoku w dal oraz skoku wzwyż. Brał udział w tych konkurencjach na trzech igrzyskach olimpijskich. Na igrzyskach w 1924 w Paryżu zajął 6. miejsce w trójskoku oraz 10. miejsca w skoku wzwyż i w dal.
Na igrzyskach olimpijskich w 1928 w Amsterdamie zdobył złoty medal wygrywając zawody w trójskoku z rezultatem 15,21 metrów. W skoku wzwyż zajął 7. miejsce, a w skoku w dal odpadł w eliminacjach.
W 1931 podczas studiów na Uniwersytecie Waseda pobił rekord świata w trójskoku osiągając wynik 15,58 metrów. Na igrzyskach olimpijskich w 1932 w Los Angeles startował tylko w konkursie trójskoku, w którym zajął 12. miejsce.
Podczas Letnich Igrzysk Olimpijskich w 1964 w Tokio flaga olimpijska została wciągnięta na maszt dokładnie na wysokość 15,21 metrów, aby upamiętnić osiągnięcie Ody sprzed 36 lat. W 2000 Oda został wybrany przez ekspertów za najlepszego azjatyckiego lekkoatletę XX wieku.